# 碾子山站
碾子山站是位于中华人民共和国黑龙江省齐齐哈尔市碾子山区的一个铁路车站，建于1901年，有滨洲铁路经过该站，现办理客运货运业务，车站及其上下行区间均已电气化。车站距离哈尔滨站355公里，隶属哈尔滨铁路局，是三等站。
1. ↑  Мелихов Г.В.  (PDF). Русский путь. 2003  [2022-06-24]. （原始内容 (PDF)存档于2022-04-03）.